# Мухоловка темна
Мухоло́вка темна (Muscicapa adusta) — вид горобцеподібних птахів родини мухоловкових (Muscicapidae). Мешкає в Африці на південь від Сахари.

## Опис
Довжина птаха становить 13 см, вага 11 г. Верхня частина тіла рівномірно коричнева, навколо очей нечіткі білі кільця. Підборіддя блідо-сіре, решта нижньої частини тіла сіро-коричнева, поцяткована нечіткими смугами. Очяі карі. Дзьоб короткий, прямий, сплющений, чорний. Лапи сірі. Виду не притаманний статевий диморфізм. У молодих птахів верхня частина тіла поцяткована охристими плямами, нижня частина тіла білувата, поцяткована коричневими плямами.

## Підвиди
Виділяють десять підвидів:

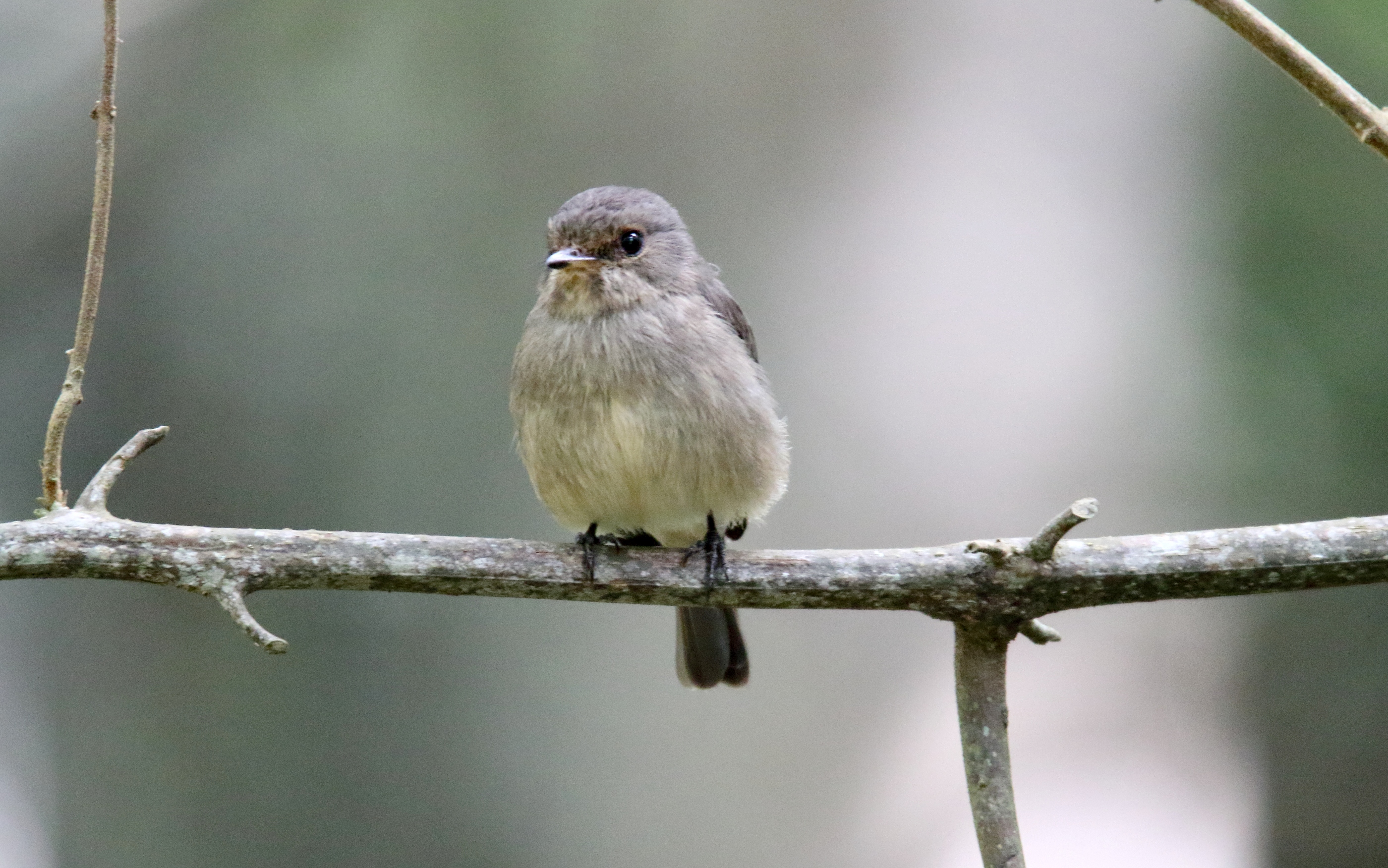
Темна мухоловка

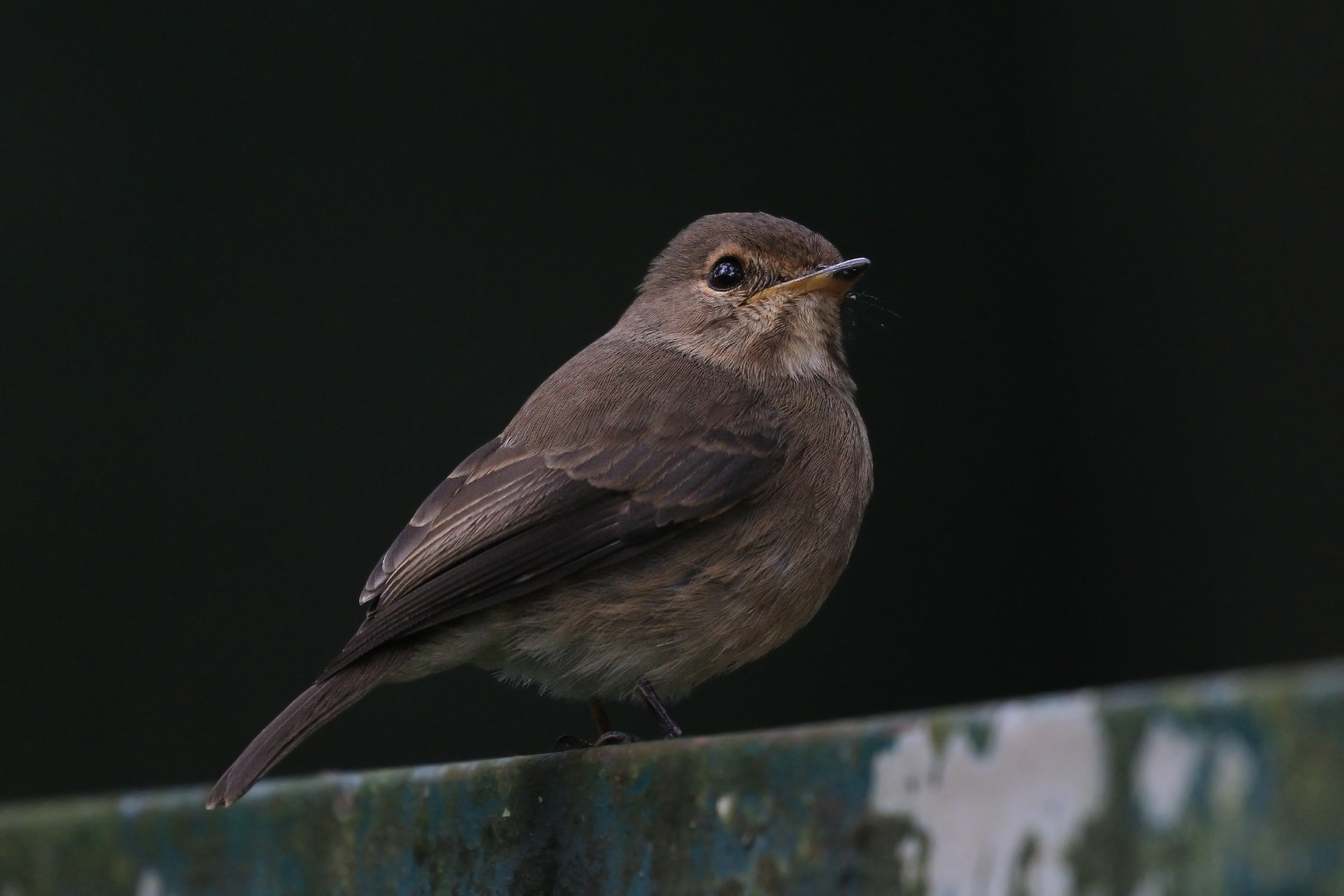
Молода темна мухоловка (підвид M. a. pumila, ліс Бвінді, Уганда)

- M. a. poensis (Alexander, 1903) — гори Камерунської лінії, остів Біоко;
- M. a. pumila (Reichenow, 1892) — від північного Камеруну до Південного Судану, центральної Кенії і північної Танзанії;
- M. a. minima Heuglin, 1862 — Ефіопське нагір'я (Еритрея, Ефіопія);
- M. a. subadusta (Shelley, 1897) — від Анголи до північно-західного Мозамбіку і східного Зімбабве;
- M. a. marsabit (Van Someren, 1931) — північна Кенія (гора Марсабіт);
- M. a. murina (Fischer, GA & Reichenow, 1884) — південно-східна Кенія (гори Таїта) і північно-західна Танзанія;
- M. a. fuelleborni Reichenow, 1900 — південна і західна Танзанія;
- M. a. mesica Clancey, 1974 — Зімбабве (за винятком сходу);
- M. a. fuscula Sundevall, 1850 — північ і схід ПАР, схід Есватіні;
- M. a. adusta (Boie, F, 1828) — Південь ПАР.

## Поширення і екологія
Темні мухоловки мешкають в Ефіопії, Еритреї, Південному Судані, Кенії, Танзанії, Демократичній Республіці Конго, Уганді, Руанді, Бурунді, Камеруні, Нігерії, Екваторіальній Гвінеї, Анголі, Замбії, Зімбабве, Малаві, Мозамбіку, Південно-Африканській Республіці і Есватіні. Вони живуть у вологих і сухих тропічних лісах, на узліссях і галявинах, в чагарникових заростях, на плантаціях, в парках і садах, в заростях на берегах річок і озер. Зустрічаються поодинці або парами, на висоті до 3400 м над рівнем моря. Живляться комахами, на яких чатують, сидячи на низько розташованій гілці дерева. Темні мухоловки  є моногамними птахами, утворюють тривалі пари. Гніздо чашоподібне, розміщується в дуплі дерева на висоті кількох метрів над землею. В кладці 2-3 зелених яйця. Дупло часто використовується повторно під час наступного сезону розмноження.